# Thievy Bifouma
Thievy Guivane Bifouma Koulossa (Saint-Denis, 13 mei 1992) is een Frans-Congolees voetballer die bij voorkeur als centrale aanvaller speelt. Hij maakte in 2014 zijn debuut in het voetbalelftal van Congo-Brazzaville.

## Clubcarrière

### Espanyol
Bifouma speelde in de jeugd bij CS Meaux, RC Strasbourg en RCD Espanyol. Op 13 maart 2011 debuteerde hij voor Espanyol in de Primera División als invaller voor Joan Verdú tegen Deportivo La Coruña. Op 10 augustus 2011 maakte hij in de Copa Catalunya een hattrick tegen FC Barcelona. De wedstrijd, die met 3–0 werd gewonnen door Espanyol, werd gespeeld met voornamelijk reservespelers. Bifouma maakte in vier minuten tijd twee doelpunten. Op 17 december 2011 maakte hij zijn eerste doelpunt voor Espanyol tegen Sporting Gijón.

#### Las Palmas
Tijdens het seizoen 2012/13 werd hij uitgeleend aan Las Palmas, waar hij twaalf doelpunten in 38 competitiewedstrijden maakte in de Segunda División.

#### Terug bij Espanyol
In juli 2013 keerde hij terug bij Espanyol. Hij maakte op de eerste speeldag van het seizoen 2013/14 de gelijkmaker tegen Celta de Vigo. Een week later maakte hij het derde doelpunt in een met 3–1 gewonnen thuiswedstrijd tegen Valencia CF. Zodoende had hij na zijn uitleenbeurt aan Las Palmas na twee wedstrijden al meer gescoord dan vóór zijn uitleenbeurt. Uiteindelijk speelde Bifouma 39 wedstrijden voor Espanyol, waarin hij dus vier keer scoorde.

#### West Brom
In januari 2014 tekende Bifouma een huurcontract bij het Engelse West Bromwich Albion, met uitzicht op een definitieve transfer. In de tweede helft van het seizoen kwam hij in de Engelse competitie niet meer dan zesmaal in actie; zevenmaal bleef hij op de reservebank zitten.

#### Overige huurperiodes
Bifouma kwam, wederom op huurbasis, in het seizoen 2014/15 uit voor UD Almería. Hij speelde in La Liga 29 wedstrijden voor de club, waarin hij vier keer wist te scoren.
Voor het seizoen 2015/16 leende Espanyol Bifouma uit aan Granada CF, ook in de Primera División. Hij kwam slechts acht keer uit voor de club. Voor de rest van het seizoen kwam hij uit voor het Franse Stade de Reims in de Ligue 1. Hij speelde 14 wedstrijden.

### SC Bastia
Na vijf huurperiodes verliet Bifouma Espanyol definitef in de zomer van 2016. Hij streek neer bij het Corsicaanse SC Bastia, dat net als Stade Reims uitkwam in de Ligue 1. Hij bleef slechts een half seizoen; na 15 wedstrijden en 2 doelpunten vertrok hij naar Turkije.

### In Turkije
In januari 2017 verkaste Bifouma naar Osmanlispor, in de Süper Lig. Van de resterende 17 competitiewedstrijden speelde hij er 16, en de Osmanlispor kwalificeerde zich voor de UEFA Europa League. Bifouma kwam twee keer in actie, beide keren tegen Olympiakos.
In september van 2017 verkaste hij naar Sivasspor. Hij speelde in één seizoen 30 wedstrijden, waarbij hij zes keer wist te scoren. In de seizoenen 2018/19 en 2019/20 speelde hij achtereenvolgend voor Ankaragücü en Malatyaspor.

### Vervolgcarrière
Medio 2020 verkaste Bifouma naar China, bij Shenzhen FC in de Super League. Hij speelde slechts 10 wedstrijden, waarna hij verhuurd werd aan Heilongjiang Ice City, op het tweede niveau. Hier kwam hij niet in actie.
In februari 2022 verkaste hij terug naar Turkije, bij Bursaspor. Na een halfjaar en tien wedstrijden vertrok hij al weer, dit keer naar Griekenland. Hij speelde het seizoen 2022/23 bij OFI Kreta en het seizoen erna bij AE Kifisia. Kifisia degradeerde echter naar het tweede niveau, waardoor Bifouma vertrok.
Medio 2024 tekende Bifouma bij Esteghlal Khuzestan uit Iran. In een interview zei hij dat hij naar Esteghlal was gekomen om tegen Cristiano Ronaldo te kunnen spelen, maar na het tekenen bleek dat de club van Ronaldo, Al-Nassr, een wedstrijd tegen Esteghlal FC had staan. Esteghlal FC komt uit Teheran, en Bifouma had dus per ongeluk bij de verkeerde club getekend.

## Interlandcarrière
Bifouma werd geboren in Saint-Denis, een voorstad van Parijs; zijn ouders zijn echter afkomstig uit Congo-Brazzaville. Dit stelde hem in staat zowel voor Frankrijk als voor Congo uit te komen. Op 28 februari 2012 speelde hij zijn eerste wedstrijd in het Frans voetbalelftal onder 21. Uiteindelijk zou hij viermaal in een nationaal jeugdelftal van Frankrijk spelen. In de zomer van 2014 koos hij er echter voor Congo-Brazzaville te vertegenwoordigen. Op 1 augustus werd zijn verzoek door wereldvoetbalbond FIFA gehonoreerd. Eén dag later maakte Bifouma direct zijn debuut in het nationaal elftal in een wedstrijd in het kwalificatietoernooi voor het Afrikaans kampioenschap voetbal 2015 tegen Rwanda. Het duel eindigde na strafschoppen in een nederlaag (2–2 na reguliere speeltijd), maar door het opstellen van een niet-speelgerechtigde Rwandees werd het duel reglementair met een 3–0 overwinning aan Congo toegekend. Met Congo-Brazzaville nam Bifouma deel aan het Afrikaans kampioenschap voetbal 2015. In de openingswedstrijd tegen gastland Equatoriaal-Guinea (1–1) maakte hij de gelijkmaker. Sinds 2022 is hij aanvoerder van het team.

## Statistieken
| Seizoen | Club                      | Competitie       | Competitie | Competitie | Beker | Beker | Overig | Overig | Totaal | Totaal |
| Seizoen | Club                      | Competitie       | Wed.       | Dlp.       | Wed.  | Dlp.  | Dlp.   | Dlp.   | Wed.   | Dlp.   |
| ------- | ------------------------- | ---------------- | ---------- | ---------- | ----- | ----- | ------ | ------ | ------ | ------ |
| 2010/11 | RCD Espanyol              | Primera División | 2          | 0          | 0     | 0     | 0      | 0      | 2      | 0      |
| 2011/12 | RCD Espanyol              | Primera División | 19         | 1          | 4     | 0     | 0      | 0      | 23     | 1      |
| 2012/13 | → UD Las Palmas           | Segunda División | 38         | 12         | 6     | 2     | 0      | 0      | 44     | 14     |
| 2013/14 | RCD Espanyol              | Primera División | 11         | 3          | 3     | 0     | 0      | 0      | 14     | 3      |
| 2013/14 | → West Bromwich Albion FC | Premier League   | 6          | 2          | 0     | 0     | 0      | 0      | 6      | 2      |
| 2014/15 | → UD Almería              | Primera División | 29         | 4          | 1     | 0     | 0      | 0      | 30     | 4      |
| 2015/16 | → Granada CF              | Primera División | 7          | 0          | 1     | 0     | 0      | 0      | 8      | 0      |
| 2015/16 | → Stade de Reims          | Ligue 1          | 14         | 4          | 0     | 0     | 0      | 0      | 14     | 4      |
| 2016/17 | SC Bastia                 | Ligue 1          | 14         | 2          | 1     | 0     | 0      | 0      | 15     | 2      |
| 2016/17 | Osmanlispor               | Süper Lig        | 16         | 1          | 3     | 0     | 2      | 0      | 21     | 1      |
| 2017/18 | Osmanlispor               | Süper Lig        | 1          | 0          | 0     | 0     | 0      | 0      | 1      | 0      |
| 2017/18 | Sivasspor                 | Süper Lig        | 28         | 6          | 2     | 0     | 0      | 0      | 30     | 6      |
| 2018/19 | Ankaragücü                | Süper Lig        | 13         | 1          | 0     | 0     | 0      | 0      | 13     | 1      |
| 2018/19 | Malatyaspor               | Süper Lig        | 10         | 2          | 2     | 0     | 0      | 0      | 12     | 2      |
| 2019/20 | Malatyaspor               | Süper Lig        | 21         | 6          | 4     | 0     | 4      | 0      | 29     | 6      |
| 2020    | Shenzhen FC               | Super League     | 9          | 0          | 1     | 0     | 0      | 0      | 10     | 0      |
| 2021/22 | Bursaspor                 | TFF 1. Lig       | 10         | 1          | 0     | 0     | 0      | 0      | 10     | 1      |
| 2022/23 | OFI Kreta                 | Super League     | 11         | 0          | 0     | 0     | 0      | 0      | 11     | 0      |
| 2023/24 | AE Kifisia                | Super League     | 29         | 2          | 2     | 0     | 0      | 0      | 31     | 2      |
| 2024/25 | Esteghlal Khuzestan       | Pro League       | 20         | 4          | 1     | 0     | 0      | 0      | 21     | 4      |
| Totaal  | Totaal                    | Totaal           | 308        | 51         | 31    | 2     | 6      | 0      | 345    | 53     |

Bijgewerkt op 20 maart 2025.